# カンパニー (小説)
『カンパニー』は、伊吹有喜作の長編小説。『小説新潮』2015年4月号から2016年7月号に連載、新潮社より2017年5月22日に刊行された。製薬会社のリストラ候補の2人が、出向先のバレエ団で続々発生する難題に立ち向かいながらバレエ『白鳥の湖』の冠公演の成功を目指す中で、仕事と人生への情熱を取り戻していく姿を描く。
ミュージカル・プレイ『カンパニー -努力、情熱、そして仲間たち-』（カンパニー レッスン パッション そしてカンパニー）として宝塚歌劇団月組により2018年に舞台化、NHK BSプレミアム・NHK BS4Kの「プレミアムドラマ」枠で2021年にテレビドラマ化された。

## あらすじ
妻に逃げられたサラリーマン・青柳と、選手に電撃引退されたトレーナー・由衣は、ある日勤め先の製薬会社からバレエ団への出向を命じられる。2人に課された使命は、世界的プリンシパルの高野が踊る冠公演「白鳥の湖」を成功させること。しかし、高野の故障、配役変更、チケットの売れ行き不振と次から次へと難題が起こり…。

## 登場人物
青柳誠一
プライベートでは妻に逃げられ、仕事ではリストラ候補となってしまったサラリーマン。
瀬川由衣
担当していた陸上選手・鈴木舞の引退によりリストラ候補となったトレーナー。「ユイユイ」という愛称があるが、鈴木舞も「マイマイ」と呼ばれていたので、彼女が引退してからはユイユイと呼ばれるのを嫌う。
高野悠
世界的バレエダンサー。スタイルとルックスから「黒髪の貴公子」「世界の恋人」と呼ばれている。突如ホテルの部屋に入ってきたグラビアアイドルと揉み合った結果、腰を負傷。少し潔癖症で、他人に身体を触られることが嫌い。なので由衣にも最初は触らせなかったが、徐々に心を開いていった。
恩師・敷島瑞穂版「白鳥の湖」では、主役である悪魔ロットバルトを踊る。
高崎美波
敷島バレエ団所属の実力者バレリーナで、瑞穂の秘書・田中乃亜曰く「ハルカチン(高野悠のあだ名)の次によくできた生徒」。プリンシパル・有明紗良が負傷した際、艶やかな黒鳥オディールと清純な白鳥オデットを演じ切り、その後は海外のバレエ団に所属した。
ドラマでは敷島バレエ団の所属ではない。
有明紗良
敷島バレエ団プリンシパルであり、バレエ団に協賛している有明F&Pの社長令嬢。
公演で王子役の水上那由多にリフトされた際、那由多の指が肋間膜に入り負傷。
水上那由多
アイドルグループ・バーバリアンJの研究生(スピリッツ)。バレエ歴は4年。最初はダンサー達に馴染めないでいたが、彼なりに頑張ろうとしていた。
瑞穂版「白鳥の湖」では王子ジークフリートを踊る。
長谷山蒼太
敷島バレエ団ファーストソリスト。
脇坂英一
青柳の上司。青柳夫妻の結婚の仲人でもある。
有明清治郎
有明F&P社長。紗良の父親。
敷島瑞穂
敷島バレエ団主宰。幼かった悠の才能を開花させ、海外で活躍している彼を見守っていた。
田中乃亜
瑞穂の秘書。（ドラマではバレエ・ミストレス）
青柳悦子
青柳の妻。旧姓は根本。
ドラマではバレエを習っていて、彼女がつけていたバレエ日記は青柳に問題解決のヒントをくれていた。
青柳佳奈
青柳家の一人娘。密かに両親の復縁を願っていた。

## 書誌情報
- カンパニー（2017年5月22日、新潮社、 ISBN 978-4-10-350971-4）
- カンパニー（2020年1月1日、新潮文庫、 ISBN 978-4-10-101731-0）

## 舞台化
ミュージカル・プレイ『カンパニー -努力、情熱、そして仲間たち-』（カンパニー レッスン パッション そしてカンパニー）として、2018年、宝塚歌劇団月組が石田昌也の脚本・演出により舞台化。主演は珠城りょう、愛希れいか。

## テレビドラマ
『カンパニー〜逆転のスワン〜』のタイトルでドラマ化され、NHK BSプレミアムおよびNHK BS4Kの「プレミアムドラマ」枠で2021年1月10日から2月28日まで放送された。全8回。主演を井ノ原快彦が務め、バレエ監修を熊川哲也とKバレエカンパニーが務める。
キャッチコピーは「これは、人を輝かせる人の物語。」

### キャスト
- 青柳誠一 - 井ノ原快彦
- 瀬川由衣 - 倉科カナ
- 高野悠 - 宮尾俊太郎
- 高崎美波 - 織田梨沙
- 水上那由多 - 古川雄大
- 有明紗良 - 小林美奈
- 桐ヶ谷リョウ - 松尾龍（Jr.SP / ジャニーズJr.）
- 清水りさ子 - 尾花貴絵
- 原田優希 - 大谷玲凪
- 井上真帆 - 藤谷理子
- 長谷山蒼太 - 栗山廉
- 青柳佳奈 - 田畑志真
- 相馬薫 - 岡田浩暉[注 1]
- 有明清治郎 - 岩松了
- 大谷譲二 - 前川泰之
- 田中乃亜 - 坂井真紀
- 青柳悦子 - 小西真奈美
- 脇坂英一 - 西村まさ彦
- 敷島瑞穂 - 黒木瞳

### スタッフ
- 原作 - 伊吹有喜『カンパニー』
- 脚本 - 梅田みか
- 音楽 - 田渕夏海
- バレエ監修 - 熊川哲也、Kバレエカンパニー
- 制作統括 - 樋口俊一（NHK）、加藤章一（TBSスパークル）
- プロデューサー - 宮武由衣（TBSスパークル）
- 演出 - 松田礼人（TBSスパークル）、棚澤孝義（TBSスパークル）

### 放送日程
| 放送回 | 放送日        | サブタイトル       | 演出     |
| ------ | ------------- | ------------------ | -------- |
| 第1回  | 2021年1月10日 | 人生最悪の日       | 松田礼人 |
| 第2回  | 2021年1月17日 | 招かれざる客演     | 松田礼人 |
| 第3回  | 2021年1月24日 | 腰が命の王子様     | 棚澤孝義 |
| 第4回  | 2021年1月31日 | チャラい代役       | 松田礼人 |
| 第5回  | 2021年2月7日  | 新王子の試練       | 棚澤孝義 |
| 第6回  | 2021年2月14日 | “カンパニー”崩壊？ | 松田礼人 |
| 第7回  | 2021年2月21日 | さらば、青柳       | 棚澤孝義 |
| 第8回  | 2021年2月28日 | 新解釈“白鳥の湖”   | 松田礼人 |
| NHK BSプレミアム プレミアムドラマ          | NHK BSプレミアム プレミアムドラマ      | NHK BSプレミアム プレミアムドラマ             |
| 前番組                                     | 番組名                                 | 次番組                                        |
| ------------------------------------------ | -------------------------------------- | --------------------------------------------- |
| 盤上の向日葵 （2020年11月22日 - 12月13日） | カンパニー （2021年1月10日 - 2月28日） | やっぱりおしい刑事 （2021年3月7日 - 4月25日） |